# Mama Said Knock You Out (песня)
«Mama Said Knock You Out» — четвёртый сингл американского рэпера LL Cool J с его одноименного альбома. Сингл вышел 26 февраля 1991 года на лейбле Def Jam Recordings. Продюсером сингла выступил Марлон Уильямс, более известный под псевдонимом Marley Marl.
Сингл занял 17 строчку в Billboard Hot 100 и в том же году был сертифицирован как золотой по версии RIAA. В 1992 году песня получила «Грэмми» за лучшее сольное рэп-исполнение. Rolling Stone поставили песню на 29 позицию в списке 50 лучших песен в жанре хип-хоп. Также песня была включена в список «500 песен, создавших рок-н-ролл» (англ. 500 Songs That Shaped Rock and Roll) зала славы рок-н-ролла.

## О песне

### Название
Предыдущий альбом LL Cool J, Walking with a Panther, стал коммерчески успешным, но получил смешанные отзывы критиков, поскольку те посчитали его «попсовым» и «однотипным». Услышав отзывы критиков, бабушка музыканта посоветовала «нокаутировать» (или «ошеломить», англ. Knock out) критиков, что и было отражено в песне.

### Создание
Первая строчка, «Come on, man», изначально не должна была попасть в песню: LL Cool J кричал на продюсера, DJ Bobcat, и он решил оставить эту фразу в треке.
По словам DJ Bobcat, изначально минусовка песни должна была достаться группе Microphone Mafia, и он очень рад, что эта песня в итоге не вышла.
В песне используется множество семплов из песен «Funky Drummer» Джеймса Брауна, «Gangster Boogie» Chicago Gangsters, «Trip to Your Heart» и «Sing a Simple Song» Sly & the Family Stone, а также «Rock the Bells» самого LL Cool J.

### Живые исполнения
«Mama Said Knock You Out» была исполнена на MTV Unplugged в 1991 году, на котором LL Cool J выступал совместно с A Tribe Called Quest и De La Soul. Это была первая попытка внести хип-хоп в MTV Unplugged, и она была крайне успешной. Rolling Stone поставили это выступление на шестое место в списке 15 лучших выступлений на MTV Unplugged.

## Каверы
- Трэш-метал-группа Scatterbrain[англ.] исполнила кавер на песню для саундтрека к фильму «Замороженный калифорниец»[7].
- Грув-метал-группа Five Finger Death Punch включила кавер на «Mama Said Knock You Out» в альбом The Wrong Side of Heaven and the Righteous Side of Hell, Volume 1. Второй куплет песни исполнил Tech N9ne.

## Чарты и сертификации
| Чарт (1990)                     | Высшая позиция |
| ------------------------------- | -------------- |
| Великобритания (OCC UK Singles) | 41             |

| Чарт (1991)                           | Высшая позиция |
| ------------------------------------- | -------------- |
| Австралия (ARIA)                      | 37             |
| Новая Зеландия (Recorded Music NZ)    | 47             |
| США (Billboard Hot 100)               | 17             |
| США (Billboard Dance Club Songs)      | 7              |
| США (Billboard Hot R&B/Hip-Hop Songs) | 12             |
| США (Billboard Rap Singles)           | 1              |

| США (RIAA)                                          | золотой | 500 000* |
| * данные о продажах основаны только на сертификации |         |          |